# Pouldreuzic
Pouldreuzic település Franciaországban, Finistère megyében. Lakosainak száma 2128 fő (2022. január 1.). Pouldreuzic Landudec, Plogastel-Saint-Germain, Plovan és Plozévet községekkel határos.

## Népesség
A település népességének változása:
| Lakosok száma | 2232 | 2024 | 1854 | 1814 | 2132 | 2135 | 2156 | 2165 | 2157 | 2128 |
|               | 1968 | 1982 | 1990 | 2006 | 2013 | 2015 | 2017 | 2019 | 2020 | 2022 |